# Zeballos (Buenos Aires)
Estanislao Severo Zeballos, conocida simplemente como Zeballos, es una localidad argentina del partido de Florencio Varela, provincia de Buenos Aires. Forma parte de la aglomeración del Gran Buenos Aires.

## Nombre

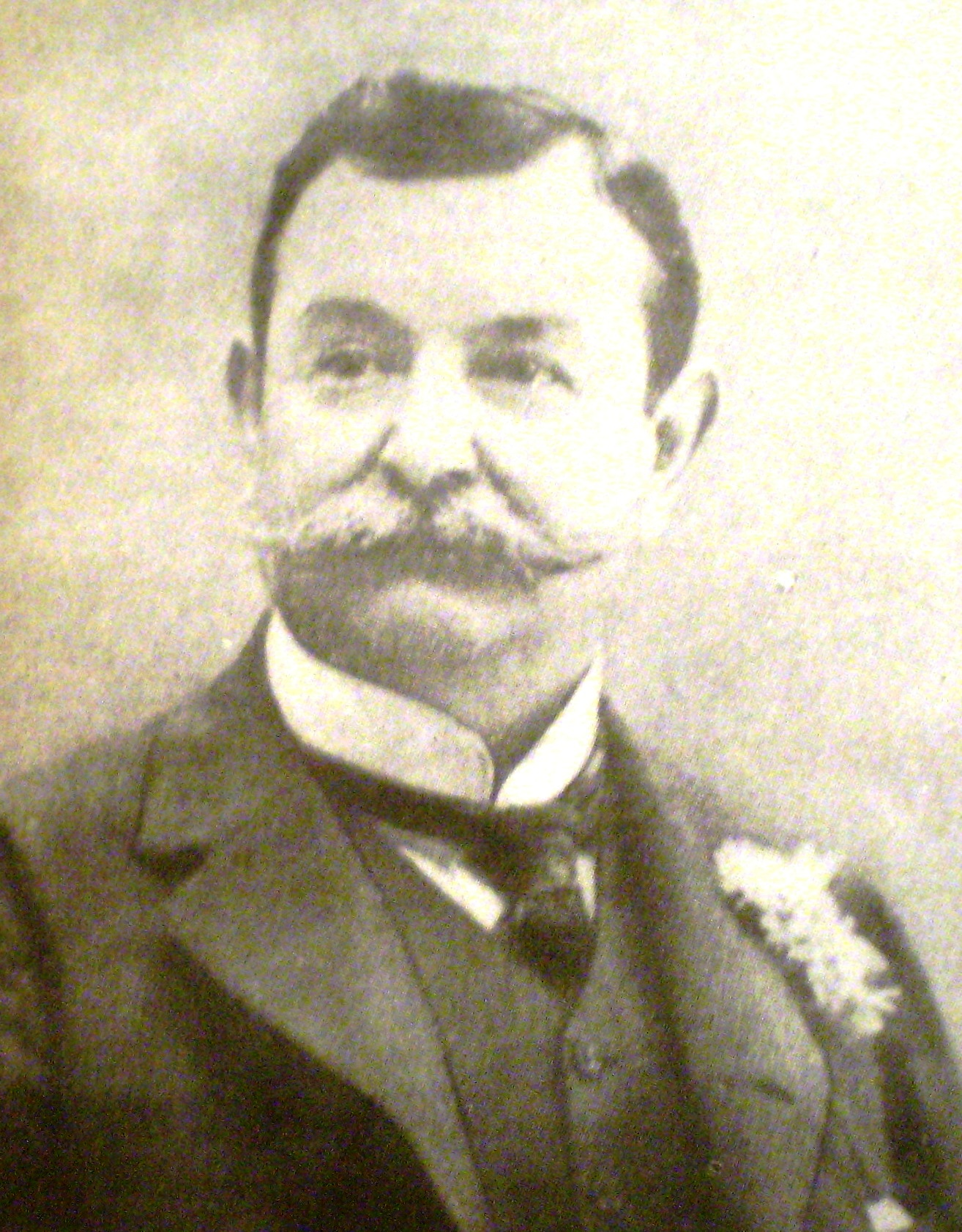
Estanislao Severo Zeballos

Debe su nombre a Estanislao Severo Zeballos, jurista y político argentino, uno de los más destacados intelectuales y políticos de la generación del 80 que ocupó tres veces el cargo de Ministro de Relaciones Exteriores.

## Historia
Antiguamente esta zona era conocida como Villa General Inocencio Arias, en homenaje a un exgobernador de la Provincia de Buenos Aires.
El 3 de abril de 1910, un grupo de vecinos llegó en tren para asistir al primer remate de tierras. En una fracción de campo que pertenecía al hacendado Jorge A. Miles. Este regaló quince mil ladrillos a los compradores que se comprometían a construir viviendas en un tiempo determinado.
Tiempo después, este donó el terreno para la Escuela Nro. 2 (edificio que actualmente alberga al Instituto Nacional Superior de Formación Docente N° 54 "Victoria Olga Cossettini"). Las clases comenzaron en marzo de 1911. 
Posteriormente, la estación fue bautizada con el nombre de Estanislao S. Zeballos.
La localidad fue creciendo, anexándose a Florencio Varela.

## Geografía

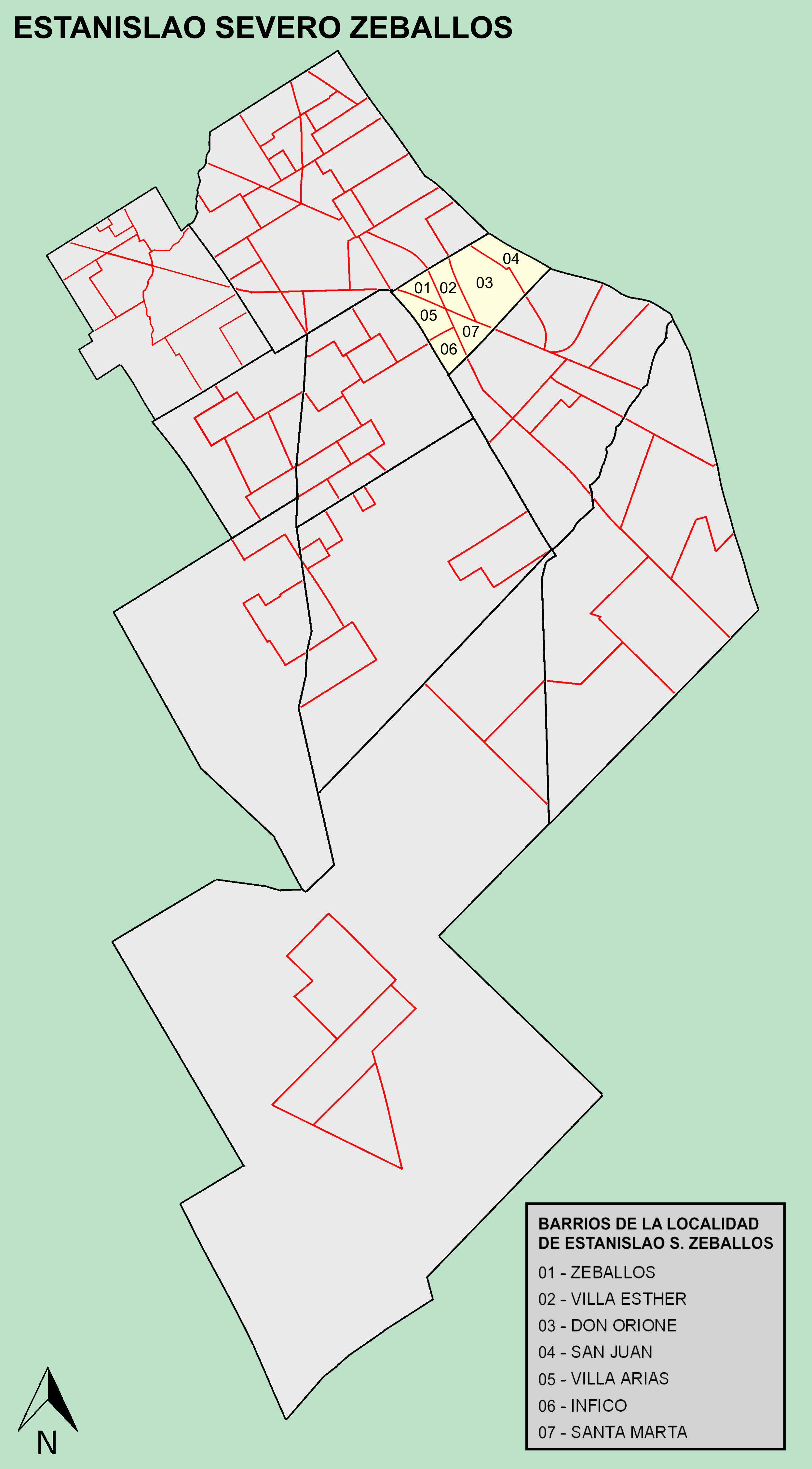
Ubicación y barrios de Estanislao S. Zeballos en el partido de Florencio Varela.

Limita al norte con la localidad de Florencio Varela, separada de esta por la Avenida Tte. Gral. Juan Domingo Perón, y con el partido de Berazategui (Sourigues), el límite con este es el Camino Touring Club; al este y al sur con la localidad de Bosques, separada por la Avenida Bosques; y al oeste con la localidad de Villa Vatteone, separada por la Avenida Guillermo Enrique Hudson.
Es la localidad más pequeña del municipio de Florencio Varela en cuanto a extensión.

## Población
Cuenta con 20,967 habitantes (Indec, 2001), siendo la 7° localidad más poblada del partido.

## Salud
Los centros de salud primaria del siguiente cuadro atienden en la localidad:
- Centro de salud "Zeballos I, Dr. Ramón Carrillo", Villa Arias
- Centro de salud "Zeballos II", Villa Esther
- Posta sanitaria San Juan, Barrio San Juan
- Posta sanitaria Santa Marta, Barrio Santa Marta

## Economía
El sector comercial se encuentra próximo a la estación de trenes, sobre Avenida Tte. Gral. Juan Domingo Perón, que divide a la localidad de Estanislao Zeballos del barrio "Zeballos Centro" de la localidad de Florencio Varela.
Cuenta con industrias tales como Faisán (tratamiento de aguas), Nelo (maquinaria), Aptar B&H S.A. (plásticos), Carmocal (lavado a presión), entre otras.

## Transporte

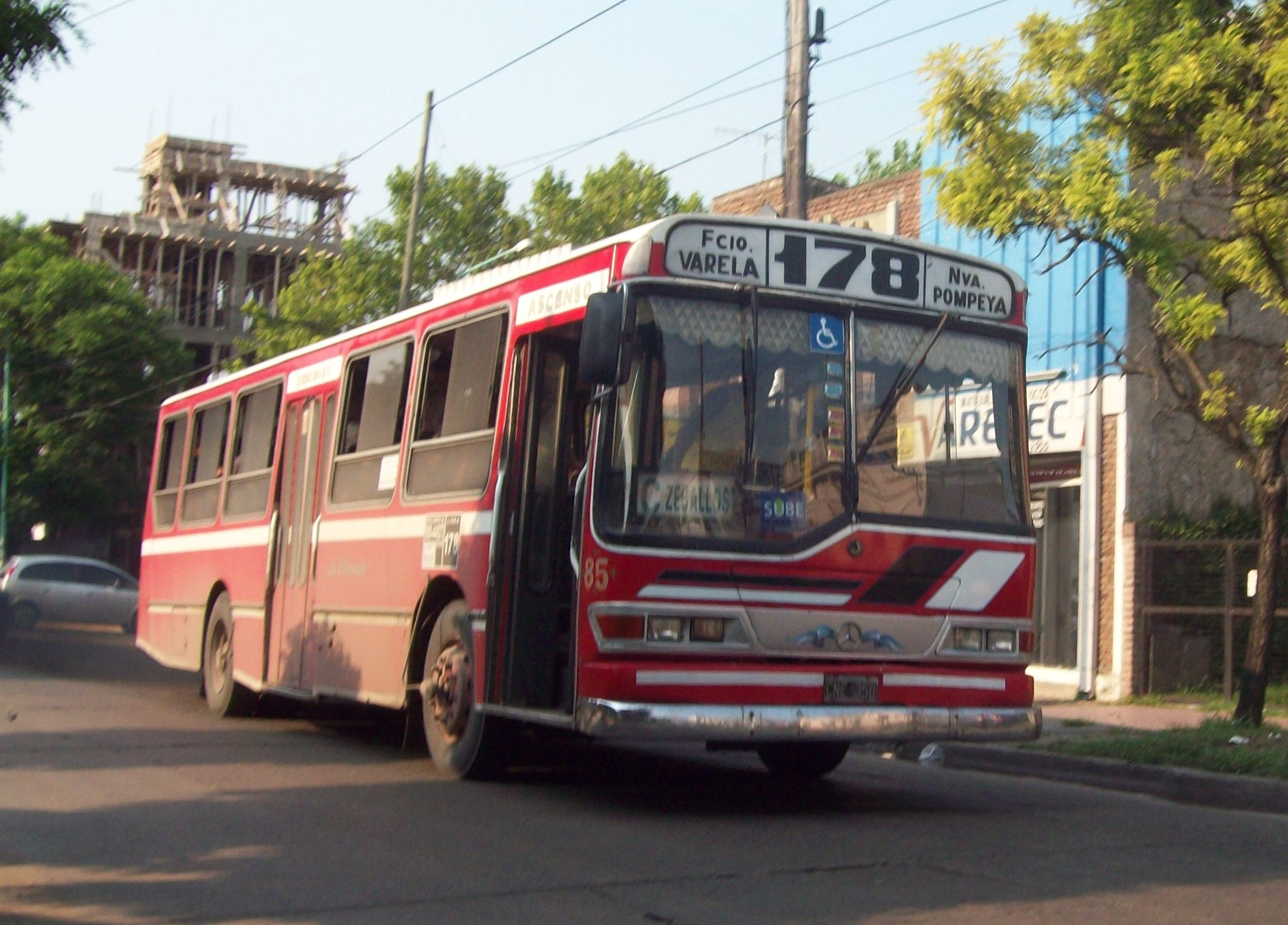
Colectivo de la Línea 178 rumbo a la terminal ubicada en Zeballos.

La principal vía de acceso desde la Ciudad de Buenos Aires y La Plata es la Ruta Provincial 36; otros accesos a la localidad son la Avenida Tte. Gral. Juan Domingo Perón, el Camino de Touring Club, la Avenida Bosques y la Avenida Guillermo Hudson.
Las siguientes líneas de colectivos de media y corta distancia recorren las calles de Zeballos: 129 178 324 338 414 500.
La estación Estanislao S. Zeballos es una estación intermedia del servicio eléctrico metropolitano de la Línea General Roca del ramal Vía Circuito.

## Parroquias de la Iglesia católica
| Diócesis  | Quilmes                 |
| --------- | ----------------------- |
| Parroquia | Nuestra Señora de Luján |

## Galería

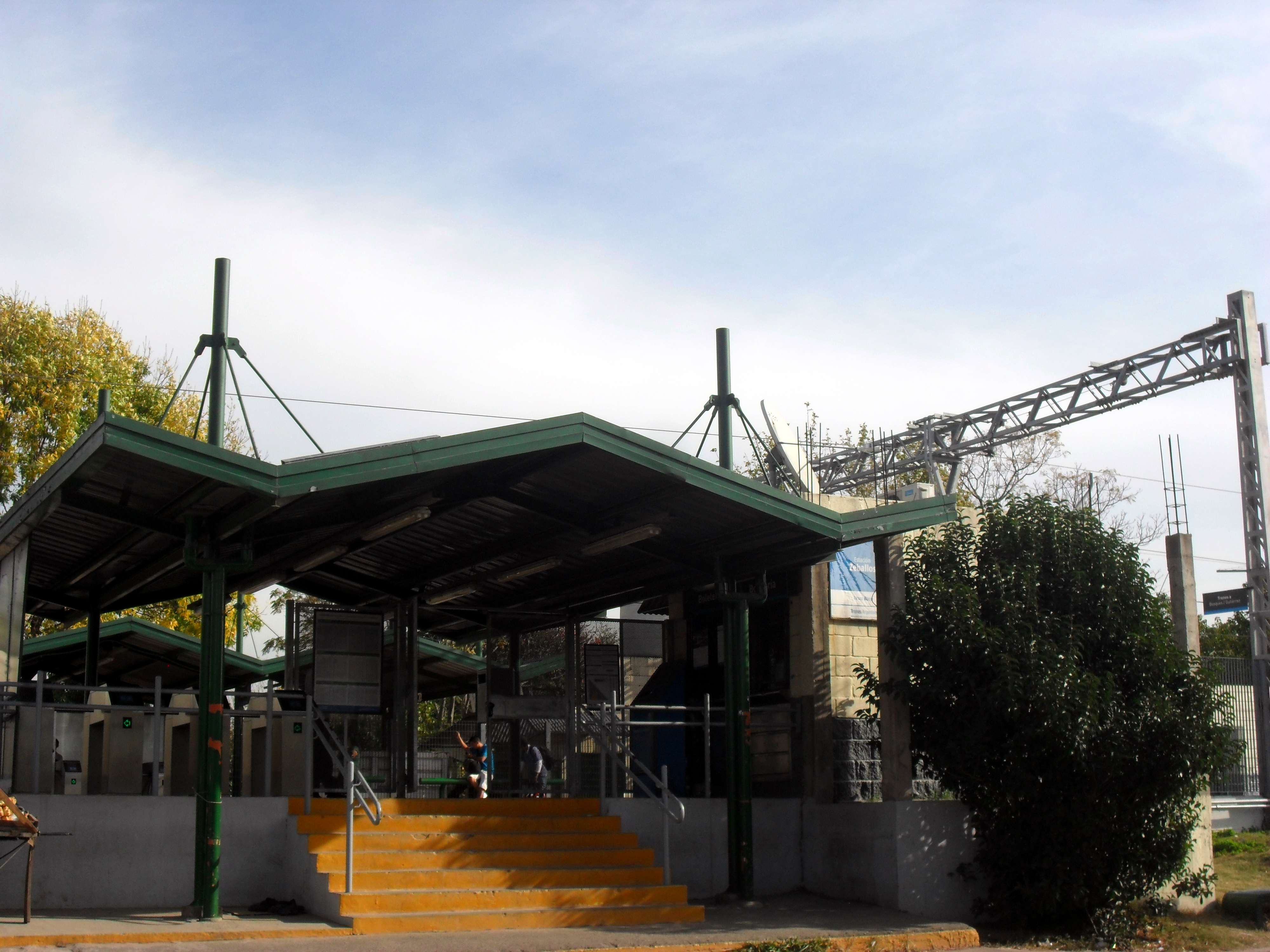
Vista de la Estación E. S. Zeballos.
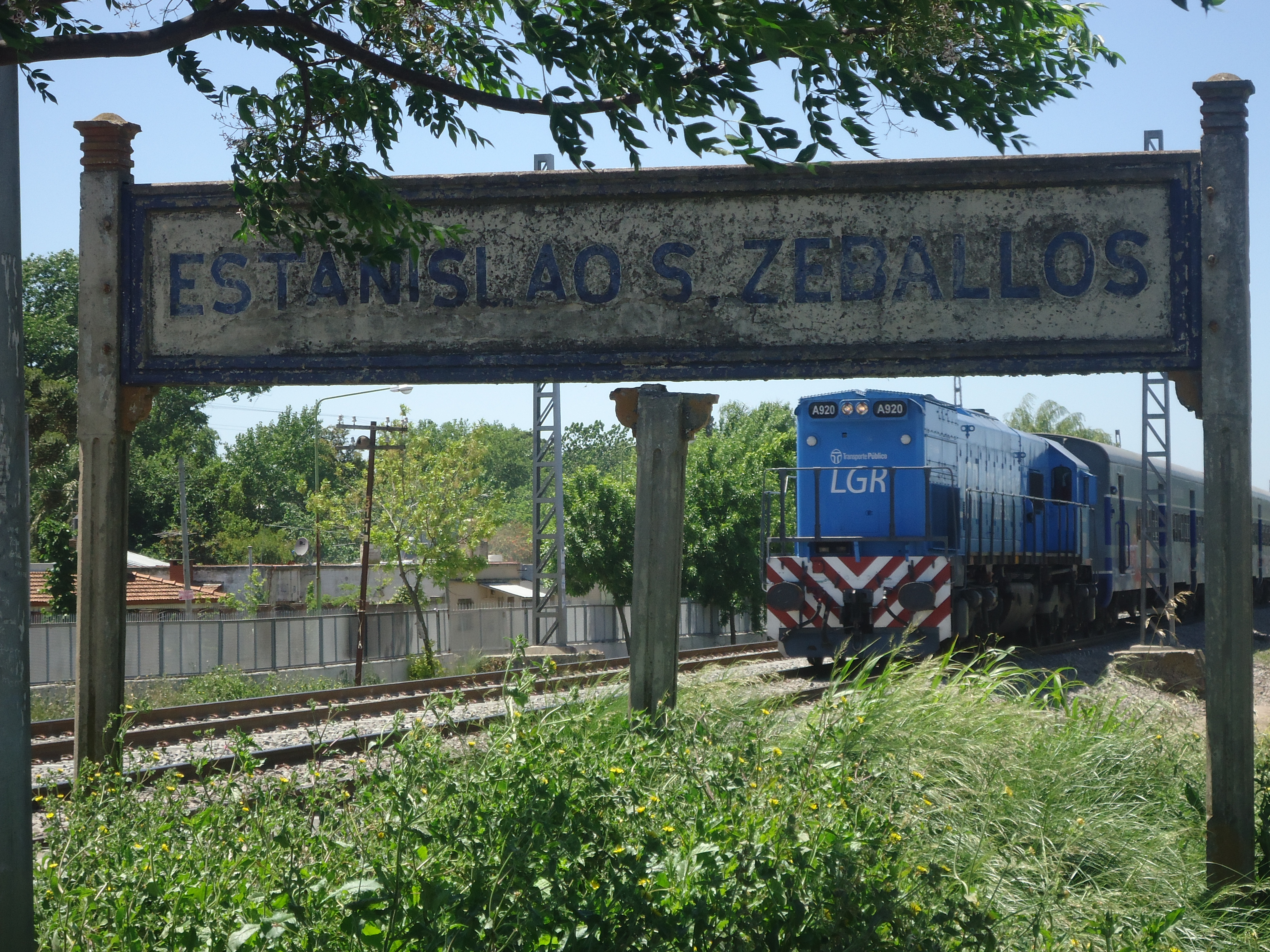
Antiguo tren diésel arribando a la Estación Zeballos.
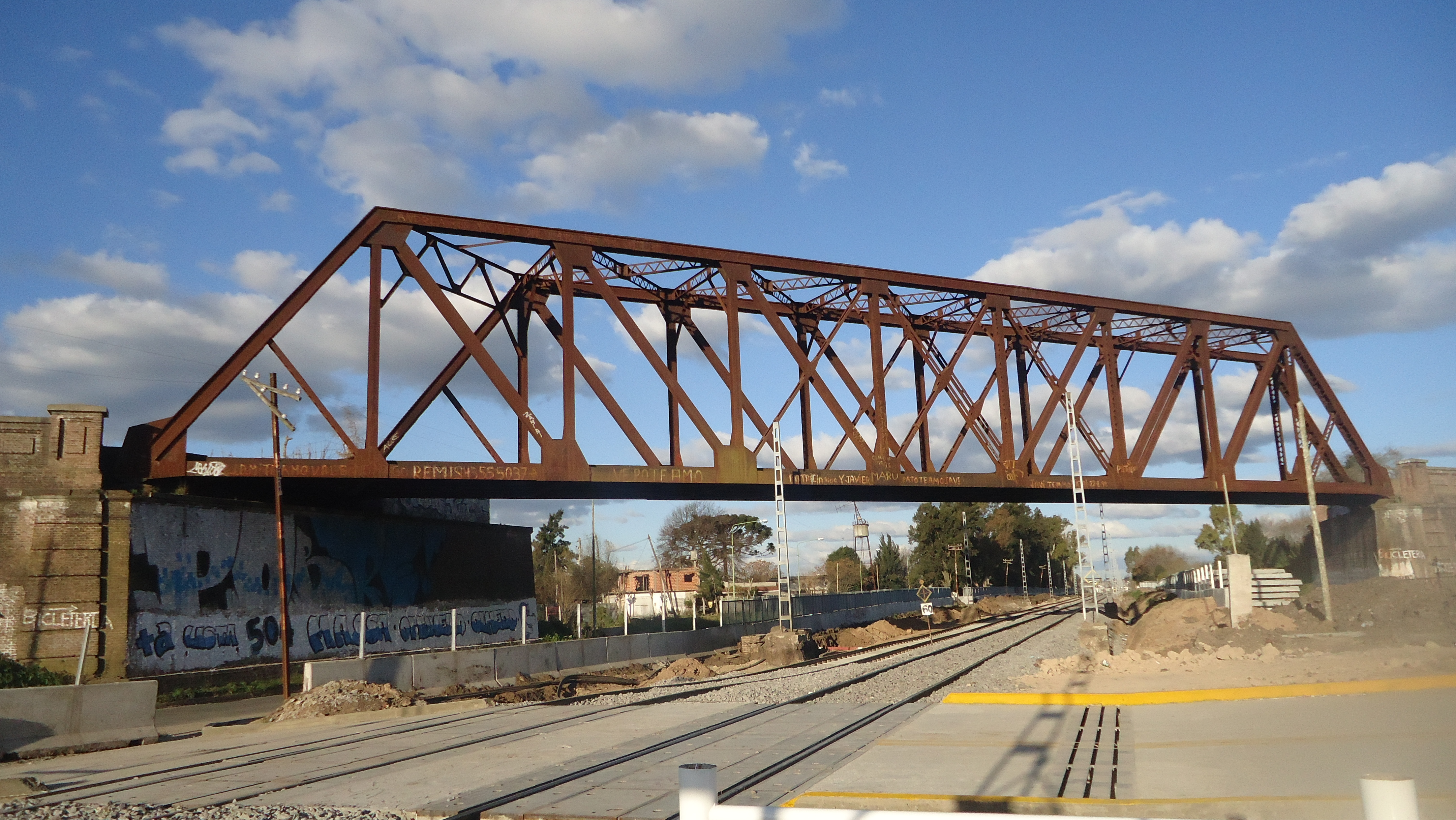
Antiguo cruce entre el Ferrocarril Provincial de Buenos Aires (por el puente) y el Ferrocarril General Roca (por debajo).